# Moncef Genoud
Moncef Genoud (* 2. September 1961 in Tunis) ist ein Schweizer Jazzmusiker (Piano) tunesischer Herkunft.
Genoud, der von Geburt an blind ist, mit zwei Jahren zur Adoption in die Schweiz kam und in Genf aufwuchs, erhielt ab dem sechsten Lebensjahr Klavierunterricht. Als Jugendlicher wurde er durch Achille Scotti und Henri Chaix ausgebildet, um dann am Genfer Konservatorium klassisches Piano zu studieren. Nach einer ersten USA-Reise begründete er in den 1980er Jahren sein Trio mit Reggie Johnson und Alvin Queen, mit dem er 1989 sein Debütalbum Waiting for Birth vorlegte; in veränderter Besetzung tourte er in Nordamerika; bis heute (2017) folgten elf weitere Alben unter eigenem Namen. Mit den Pianisten Michel Bastet und Olivier Rogg entstand 2002 das Album Trois Pianos. Auch arrangierte er einen Teil der Musik des Films Return to Gorée von Youssou N’Dour (2009), mit dem er auch in dem Konzert auf Gorée spielte.

## Diskographische Hinweise
- Moncef Genoud, Jean-Luc Lavanchy, Ivor Malherbe featuring Bob Berg New York Journey (Seeds 1990)
- Moncef Genoud Trio Together Makara (Plainisphare 2002, mit Frédéric Folmer, Thierry Hochstätter)
- Aqua (Savoy 2005, mit Scott Colley bzw. Frédéric Folmer, Bill Stewart bzw.  Thierry Hochstätter sowie Michael Brecker, Dee Dee Bridgewater)[1]
- Moncef Genoud Trio pop songs (2015, mit Valentin Liechti, Gabriel Scotti)